# Omocestus enitor
Omocestus enitor är en insektsart som beskrevs av Boris Petrovich Uvarov 1925. Omocestus enitor ingår i släktet Omocestus och familjen gräshoppor. Inga underarter finns listade i Catalogue of Life.